# 牛埔厝
牛埔厝，是臺灣彰化縣埔鹽鄉的一個傳統地域名稱，位於該鄉西北部。相較於今日行政區，其範圍大致包括永平村、永樂村、新興村南半部、大有村西南部、西湖村西部。

## 歷史
台灣清治末期至日治初期，牛埔厝地區為一街庄，稱為「牛埔厝庄」，隸屬於馬芝堡。該庄北與菜園角庄為鄰，東與瓦磘庄為鄰，東南邊一小段與南勢埔庄為界，南邊為浸水庄，西邊為鎮平庄，西北邊為洪堀藔庄。
1901年（日治明治三十四年）11月，該庄隸屬於彰化廳。1909年（明治四十二年）10月，改隸屬於臺中廳。1920年（大正九年），該庄改制為「牛埔厝」大字，隸屬於臺中州彰化郡埔鹽庄，大字下有「牛埔厝」、「番同埔」小字名。
戰後埔鹽庄改制為埔鹽鄉，隸屬於彰化縣，大字亦改制為村。

## 交通
縣道144號是福興至員林林厝的道路，主要為員林大排兩岸平面道路，大致以北北西—南南東走向轉西北－東南走向經過牛埔厝地區東北部界點，往西北可前往福興連結省道台17線、台61線，往南轉東南可前往員林，最終止於縣道137號路口；亦可於外中東南側接與縣道144號併行的高架快速道路省道台76線（東西向快速公路－漢寶草屯線），該道路可於埔鹽系統交流道連接國道1號，亦可過員林後續行至位於南投草屯的中興系統交流道以連接國道3號。
縣道135號（員鹿路三段）是和美至溪湖的道路，大致以西北－東南走向經過本地區東北部邊界地帶，往西北轉東北可前往鹿港、頂番婆、和美，往東南可前往埔鹽市區西郊、溪湖。
縣道135甲線（番金路）是埔鹽盧厝至溪湖鹿島橋的道路，北側端點位於本地區北部邊界處的縣道135號路口，往南轉東南可前往溪湖市區南邊的新厝巷與省道台19線交會。

## 學校
- 永樂國小

## 文化資產
- 同安寮十二庄迎媽祖